# Confluphyllia juncta
Espèce
Statut CITES
Confluphyllia juncta est une espèce de coraux appartenant à la famille des Caryophylliidae.